# Marta Eggerth
Marta Eggerth (17 de abril de 1912 – 26 de diciembre de 2013) fue una cantante soprano y actriz húngara, una de las figuras más importantes de la opereta y del cine musical de la tercera y cuarta década del siglo XX, cuya carrera duró más de ochenta años. Hizo cine, teatro y televisión. Eso incluyó el musical de Broadway Superior y Superior. Eggerth nació en Budapest.
Eggerth murió el 26 de diciembre de 2013, de Rye, Nueva York por causas naturales, con 101 años.